# Pengantigan (Banyuwangi)
Pengantigan is een bestuurslaag in het regentschap Banyuwangi van de provincie Oost-Java, Indonesië. Pengantigan telt 5813 inwoners (volkstelling 2010).